# Ród Nałęczów herbu Nałęcz z ziemi ciechanowskiej
Ród Nałęczów herbu Nałęcz z ziemi ciechanowskiej wywodzi się z polskiego, średniowiecznego rodu Nałęczów. Ród ten pierwotnie zamieszkiwał na ziemi ciechanowskiej w gnieździe rodowym we wsi Nałęcze należącej do parafii w Przasnyszu. Nałęczów z Mazowsza należy odróżnić od Nałęczów z ziemi dobrzyńskiej, także noszących nazwisko Nałęcz.

## Historia

### Przybycie Nałęczów na północne tereny Mazowsza
Nałęcze przybyli na północ ziemi ciechanowskiej z Gawarca, gdzie później ci z Nałęczów, którzy tam zamieszkiwali przyjęli nazwisko Gawarecki. Niektórzy z Nałęczów przybyli tam też z Kujaw Brzeskich już co najmniej pod koniec pod koniec XIV wieku.
Niemierza z Gawarca żył na przełomie XIV i XV wieku. Nałęcze z Gawarca byli blisko spokrewnieni z Nałęczami z Kujaw mającymi główne gniazdo rodowe w Przywieczerzynie.
Piegłowo w powiecie mławskim było jednym z dóbr Niemierzy. Nie jest wiadome, kiedy dokładnie uzyskał te dobra, choć nastąpiło to przed 1419 r. W 1423 r. książę mazowiecki Siemowit IV nadał Niemierzy prawa nieodpowiedne i zwolnienie od kar oraz prawo chełmińskie na wieś Piegłowo.
Z dwóch zapisów wynika, że Niemierza miał trzech synów występujących na Mazowszu: Stanisława, Więcława i Nałęcza. Jeden z synów używał nazwy rodu zamiast chrzestnego imienia. Synowie Niemierzy nabyli dobra w Tańsku w powiecie przasnyskim w 1419 r. i w 1420 r.
Nałęcze byli już w Tańsku wcześniej. Tańsk złożony był z różnych przysiółków tworzących później tzw. okolicę szlachecką. Niektóre z nich istniały wcześniej, tak jak Tańsk-Dobrogosty, Tańsk-Przedbory. Dostępne dokumenty sugerują, że należały one do rodowców spokrewnionych z Niemierzą i jego synami. Na przykład Tomasz i Jakub z Gawarca w 1425 r. przekazali swoje części w Tańsku Szymonowi z Gawarca. Ponadto sami synowie Niemierzy odkupili części w Tańsku od rodowców z Kujaw Brzeskich.

Nałęcze zamieszkali w Piegłowie i Tańsku dali początek dwóm nowym gałęziom Nałęczów – Piegłowskim i Tańskim herbu Nałęcz.

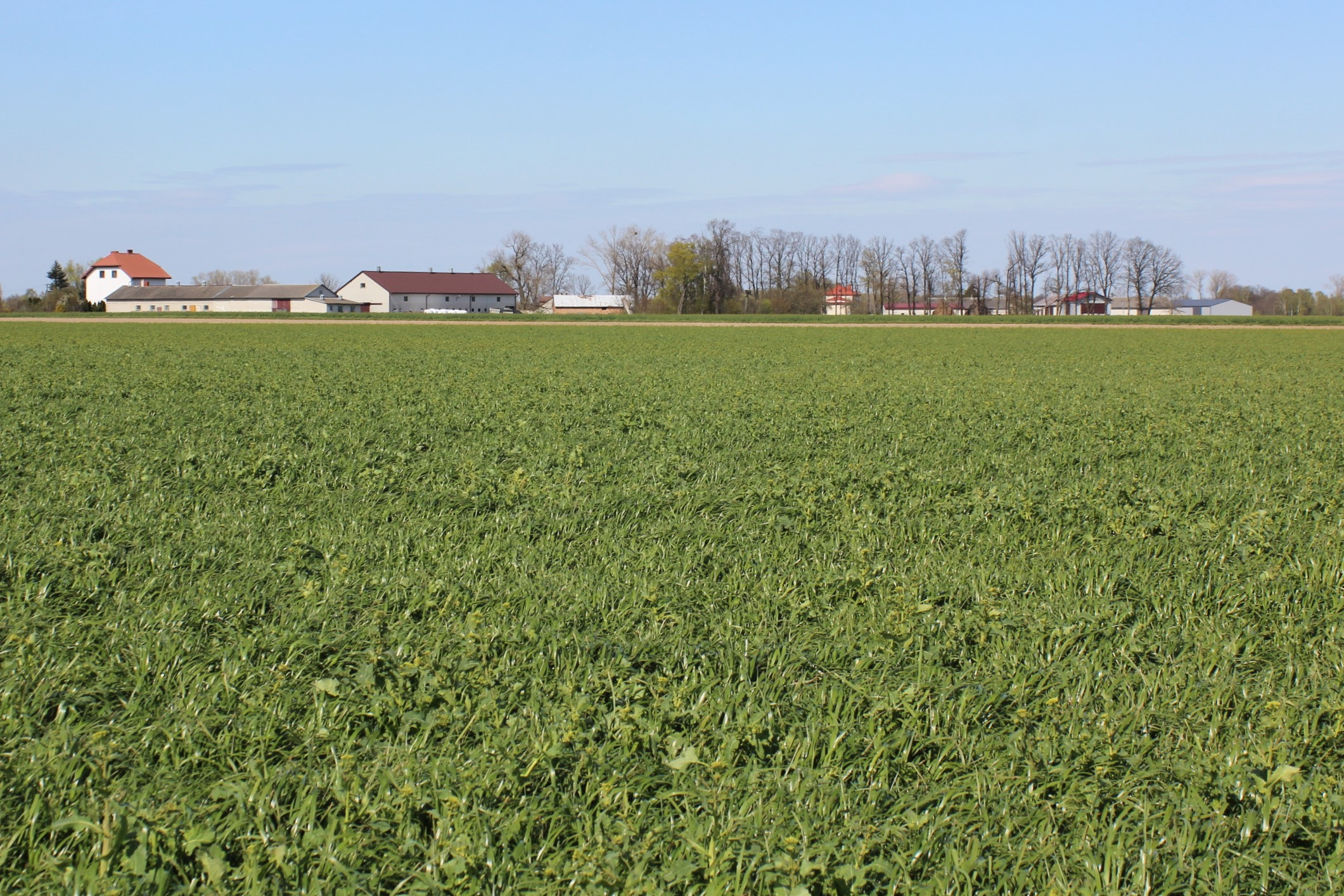
Współczesny widok na wieś Nałęcze

### Powstanie wsi Nałęcze, gniazda rodowego
Obszar, na którym została założona wieś nazwana Nałęcze, leżał na ziemiach rodu Załogów. Książę mazowiecki Janusz I nadał w 1426 r. 20 włók lasu Gdzew. Obdarowanymi byli bracia z Trzcianki. Jednak już w 1437 r. właścicielem tego działu został Załoga (prawdopodobnie w drodze kupna), który tu się przeniósł, sprzedawszy swą część ojcowizny w Jaćwiężynie.
Synowie Załogi – Mączymir, Ścibor i Andrzej otrzymali jeszcze od księcia Bolesława dodatkowe 28 włók lasu gdzewskiego w 1451 r. Następnie około tegoż roku Nałęcz z Tańska zamienił z Mączymirem dobra w Tańsku na 9 i pół włóki lasu Gdzew.
Nałęcz to zgodnie z imieniem chrzestnym Mateusz. Nazwa wsi Nałęcze pochodzi od używanego przezwiska rodowego pierwszego właściciela. Podobnie jak położone obok wsie Załogi od imienia Załoga, Łaguny od imienia Łaguna.

### Okres Królestwa Polskiego
Z rejestru podatku łanowego z 1567 r. wynika, że we wsi Nałęcze było 5 gospodarstw szlacheckich, 4 zagrodników i 1 kowal.
Gdy Turcja atakowała pod Chocimiem w 1621 r. wsparciem miało być pospolite ruszenie. Ostatecznie zwołana szlachta nie wzięła udziału w walkach, ale została zwolniona do domu. Całość zebrała się w okolicach Lwowa i tam m.in. został sporządzony 21 października 1621 r. rejestr pospolitego ruszenia z ziemi ciechanowskiej. W rejestrze jest 14 Nałęczów (przy czym 1 został zwolniony do domu w drodze): Jakub syn Stanisława, Jakub syn Wojciecha, Kacper syn Stanisława, Marcin syn Jakuba, Mateusz syn Erazma, Paweł syn Jana, Paweł syn Jana, Paweł syn Józefa, Sebastian syn Jakuba, Sebastian syn Piotra, Wojciech syn Marcina, Wojciech syn Sebastiana, Wojciech syn Stanisława oraz nieznany z imienia Nałęcz, syn Baltazara.
Na podstawie rejestru podatku pogłównego z 1662 r. wiadome jest, że było ówcześnie 10 Nałęczów, jako dziedziców części wsi w Nałęczach: Bartłomiej, Jan, Józef, 3 Mateuszów, Szymon, 2 Walentych, Wojciech.
Szlachta Mazowsza ze względu na bliskość do Warszawy, gdzie na błoniach Woli dokonywano elekcji królów, zawsze była licznie reprezentowana. Szczególnie licznie była obecna podczas elekcji z 1697 r. Z samej ziemi ciechanowskiej przybyło jej 1.100. Przybyło też 11 Nałęczów: Jakub, Jan, 2 Kacprów, 2 Mikołajów, Szymon, 2 Wojciechów, Walenty i Zygmunt, spośród łącznie 13.641 głosów oddanych na Augusta II.
Zgodnie z rejestrem podatku podymnego z 1775 r. wieś Nałęcze liczyła 12 domów (dymów), z czego 8 zamieszkałych było przez rodziny Nałęczów: Andrzeja, Antoniego, Jakuba, Jana, Józefa, Kazimierza, Wawrzyńca i Wojciecha.
W okresie tym Nałęcze rozprzestrzeniają się nie tylko na ziemi ciechanowskiej, ale też na sąsiadujących ziemiach płockiej i różańskiej. Nałęcze odnotowani są w parafiach w Czernicach Borowych, Koziczynie, Karniewie (koło Makowa Mazowieckiego), Płońsku, Przasnyszu, Gzach.

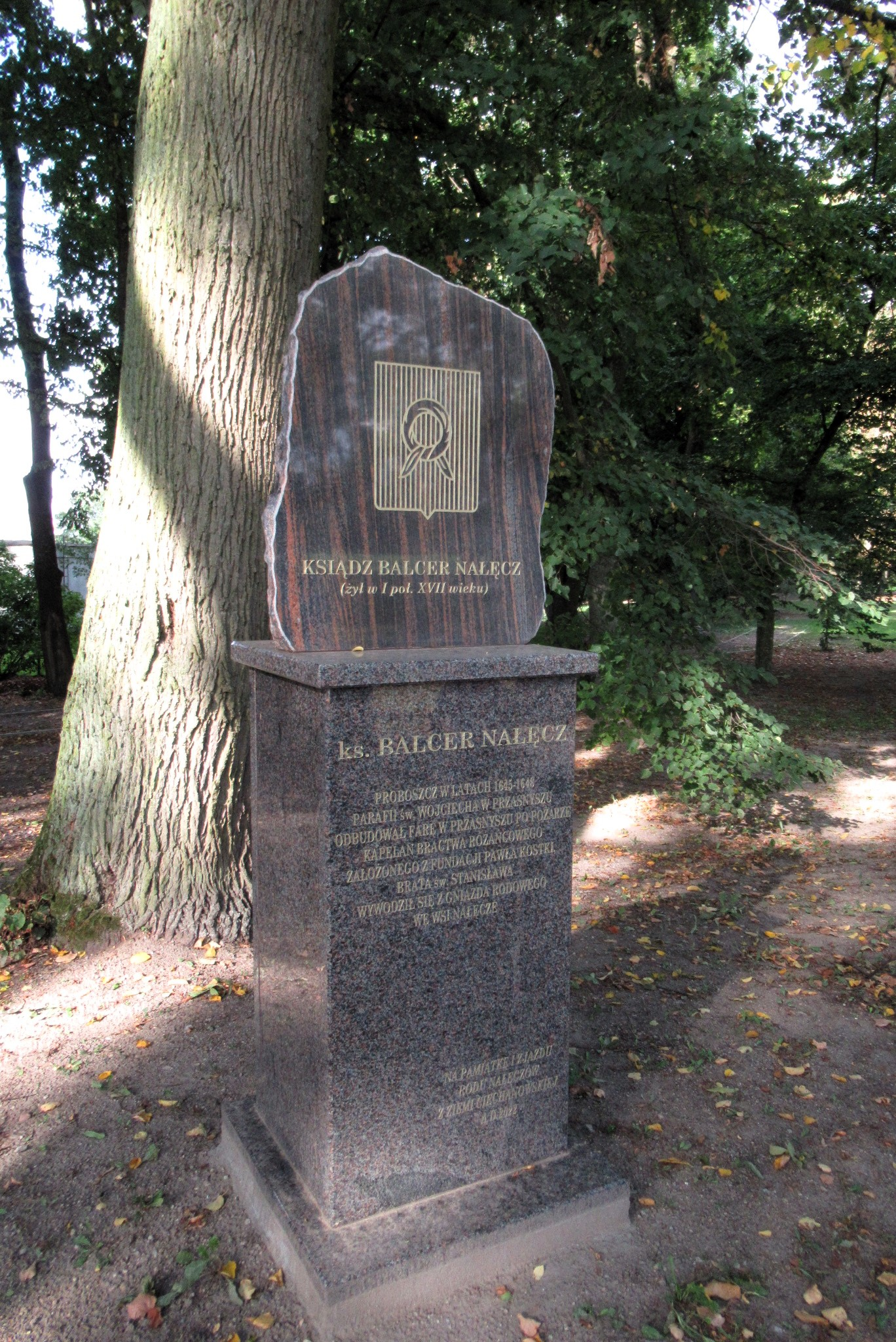
Pomnik ks. Balcera Nałęcza w parku w Rostkowie postawiony z okazji I zjazdu rodu Nałęczów, 25 września 2022 r.

### XIX wiek
W XIX wieku Nałęcze dalej rozprzestrzeniają się na ziemi ciechanowskiej. Odnotowani są w parafiach w Bogatym, Ciechanowie, Czernicach Borowych, Dzierzgowie, Gołyminie, Karniewie, Koziczynku, Krzynowłodze Małej, Krzynowłodze Dużej, Łysakowie, Opinogórze, Pałukach, Przasnyszu, Węgrze, Zeńboku, Zielonej i Żmijewie Kościelnym.
W prowadzonym przez heroldię w zaborze rosyjskim Spisie szlachty Królestwa Polskiego byli wymienieni Nałęcze. Niektórzy z nich to Nałęcze z ziemi dobrzyńskiej. Nałęczami z ziemi ciechanowskiej prawdopodobnie byli Mateusz i Baltazar, synowie Piotra.

### Okres II Rzeczypospolitej
W okresie niepodległości Polski na ziemi ciechanowskiej status ziemiański utrzymał Jan Teofil Nałęcz (1876-1956). Jego dwóch synów Zygmunt i Stanisław miało zostać na ziemi ciechanowskiej jako gospodarze majątków Nowe Żmijewo i Wróblewko. W ramach tzw. reformy rolnej z 1944 r. majątki te zostały ostatecznie odebrane.

## Przedstawiciele
- ks. Balcer Nałęcz (żył w I połowie XVII w.) - proboszcz w latach 1645-1648 parafii p. w. św. Wojciecha w Przasnyszu. Odbudował kościół parafialny p. w. Wniebowzięcia Najświętszej Maryi Panny po pożarze w 1645 r.[28][29]
- Zygmunt Nałęcz (ok. 1640-1705) - kwatermistrz regimentu w latach 60. XVII w.[30], elektor króla Augusta II w 1697 r.[19][31]
- ks. Ksawery Nałęcz (1812-1880) - proboszcz w latach 1841-1880 parafii p. w. św. Gotard w Pałukach. Budowniczy kościoła parafialnego p. w. Wniebowzięcia Najświętszej Maryi Panny w Pałukach z fundacji hrabiego Wincentego Krasińskiego i parafian[32][33][34]
- Józef Nałęcz (1832-1891) - uczestnik Powstania Styczniowego[35][36]
- Czesław Nałęcz (1892-1941) - farmaceuta, działacz związku zawodowego farmaceutów w okresie II RP[37][38]
- Marian Nałęcz (1901-1972) - nauczyciel, dyrektor gimnazjów w Pułtusku, Płocku i Falenicy, uczestnik tajnego nauczania[39]
- Leon Nałęcz (1909-1951) - polski inżynier, budowniczy zapory wodnej w Rożnowie i Czchowie, uczestnik walk w 1939 oraz konspiracji w czasie II wojny światowej[40][41]
- Eugeniusz Nałęcz (1924-1945) - żołnierz poakowskiej grupy zbrojnej działającej na terenie powiatu przasnyskiego, poległ w zasadzce UB we wsi Lipa 15 lipca 1945 r.[42][43]
- Eugeniusz Nałęcz (1940-2015) - nauczyciel, działacz państwowy i społeczny, w latach 1984-1990 wicewojewoda ostrołęcki[44]

## Nałęcze w kulturze
Aleksander Świętochowski (1849-1938), wybitny myśliciel pozytywizmu pochodził z lubelskiego, ale związał się na trwałe z ziemią ciechanowską. Mieszkał i tworzył w podciechanowskiej Gołotczyźnie od 1912 r. aż do śmierci. W 1928 wydał powieść p.t. Nałęcze.